# Marele Premiu de la Abu Dhabi din 2024
Marele Premiu de la Abu Dhabi din 2024 (cunoscut oficial ca Formula 1 Etihad Airways Abu Dhabi Grand Prix 2024) a fost o cursă auto de Formula 1 ce s-a desfășurat pe 8 decembrie 2024 pe Circuitul Yas Marina din Abu Dhabi, Emiratele Arabe Unite. Cursa a fost cea de-a douăzeci și patra și ultima etapă a Campionatului Mondial de Formula 1 FIA din 2024.
Lando Norris de la McLaren a obținut pole position-ul pentru cursă, pe care l-a transformat apoi într-o victorie. Victoria lui Norris a ajutat echipa sa să câștige al nouălea titlu de campioană mondială al constructorilor și primul din 1998. Carlos Sainz Jr. de la Ferrari a ocupat locul doi în ultima sa cursă pentru Ferrari, în fața coechipierului său, Charles Leclerc. Aceasta a fost ultima cursă de Formula 1 pentru Valtteri Bottas, Zhou Guanyu, Franco Colapinto și Kevin Magnussen. A fost, de asemenea, ultimul start al lui Lewis Hamilton pentru Mercedes înainte de a se transfera la Ferrari în 2025, punând capăt celui mai de succes parteneriat pilot-echipă din istoria Formulei 1.

## Context
McLaren și Ferrari au avut oportunitatea de a-și asigura titlul de campioană mondială al constructorilor la acest eveniment, primul din 1998 pentru McLaren și primul din 2008 pentru Ferrari. Ferrari trebuia să devanseze McLaren cu cel puțin 22 de puncte pentru a câștiga titlul, sau 21 de puncte dacă Ferrari câștiga Marele Premiu. Campioana în exercițiu al constructorilor, Red Bull Racing, a fost eliminată din lupta pentru titlu după runda precedentă din Qatar și se aflau la 59 de puncte în spatele celor de la McLaren, cu un maxim de 44 de puncte disponibile.
Australianul Jack Doohan l-a înlocuit pe Esteban Ocon la Alpine pentru acest eveniment. Doohan și-a făcut debutul în Formula 1 înaintea primului său sezon full-time pentru Alpine în 2025.
Furnizorul de anvelope Pirelli a adus compușii de anvelope C3, C4 și C5 (denumiți duri, medii și, respectiv, moi) pentru ca echipele să le folosească la eveniment.

## Calificări
Calificările au avut loc pe 7 decembrie 2024, începând cu ora locală 18:00 UTC+4, 16:00 EET.
| Poz.                  | Nr. | Pilot            | Constructor                  | Timpi calificări | Timpi calificări | Timpi calificări | Grila finală |
| Poz.                  | Nr. | Pilot            | Constructor                  | Q1               | Q2               | Q3               | Grila finală |
| --------------------- | --- | ---------------- | ---------------------------- | ---------------- | ---------------- | ---------------- | ------------ |
| 1                     | 4   | Lando Norris     | McLaren-Mercedes             | 1:23,682         | 1:23,098         | 1:22,595         | 1            |
| 2                     | 81  | Oscar Piastri    | McLaren-Mercedes             | 1:23,640         | 1:23,199         | 1:22,804         | 2            |
| 3                     | 55  | Carlos Sainz Jr. | Ferrari                      | 1:23,487         | 1:22,985         | 1:22,824         | 3            |
| 4                     | 27  | Nico Hülkenberg  | Haas-Ferrari                 | 1:23,722         | 1:23,040         | 1:22,886         | 7            |
| 5                     | 1   | Max Verstappen   | Red Bull Racing-Honda RBPT   | 1:23,516         | 1:22,998         | 1:22,945         | 4            |
| 6                     | 10  | Pierre Gasly     | Alpine-Renault               | 1:23,548         | 1:23,086         | 1:22,984         | 5            |
| 7                     | 63  | George Russell   | Mercedes                     | 1:23,678         | 1:23,283         | 1:23,132         | 6            |
| 8                     | 14  | Fernando Alonso  | Aston Martin Aramco-Mercedes | 1:23,794         | 1:23,268         | 1:23,196         | 8            |
| 9                     | 77  | Valtteri Bottas  | Kick Sauber-Ferrari          | 1:23,481         | 1:23,341         | 1:23,204         | 9            |
| 10                    | 11  | Sergio Pérez     | Red Bull Racing-Honda RBPT   | 1:23,559         | 1:23,379         | 1:23,264         | 10           |
| 11                    | 22  | Yuki Tsunoda     | RB-Honda RBPT                | 1:23,735         | 1:23,419         | N/A              | 11           |
| 12                    | 30  | Liam Lawson      | RB-Honda RBPT                | 1:23,733         | 1:23,472         | N/A              | 12           |
| 13                    | 18  | Lance Stroll     | Aston Martin Aramco-Mercedes | 1:23,729         | 1:23,784         | N/A              | 13           |
| 14                    | 16  | Charles Leclerc  | Ferrari                      | 1:23,302         | 1:23,833         | N/A              | 19           |
| 15                    | 20  | Kevin Magnussen  | Haas-Ferrari                 | 1:23,632         | 1:23,877         | N/A              | 14           |
| 16                    | 23  | Alexander Albon  | Williams-Mercedes            | 1:23,821         | N/A              | N/A              | 18           |
| 17                    | 24  | Zhou Guanyu      | Kick Sauber-Ferrari          | 1:23,880         | N/A              | N/A              | 15           |
| 18                    | 44  | Lewis Hamilton   | Mercedes                     | 1:23,887         | N/A              | N/A              | 16           |
| 19                    | 43  | Franco Colapinto | Williams-Mercedes            | 1:23,912         | N/A              | N/A              | 20           |
| 20                    | 61  | Jack Doohan      | Alpine-Renault               | 1:24,105         | N/A              | N/A              | 17           |
| Regula 107%: 1:29,133 |     |                  |                              |                  |                  |                  |              |
| Sursa:                |     |                  |                              |                  |                  |                  |              |

Note
- ^1 – Nico Hülkenberg a primit o penalizare de trei poziții pe grila de start pentru depășirea a două mașini în secțiunea tunel a drumului de ieșire de la boxe în timpul Q1.[6][7]
- ^2 – Charles Leclerc a primit o penalizare de zece locuri pe grila de start pentru folosirea unui al treilea rezervor de energie.[6][8]
- ^3 – Alexander Albon a primit o penalizare de cinci locuri pe grila de start pentru o a șasea schimbare a cutiei de viteze.[6][9]
- ^4 – Franco Colapinto a primit o penalizare de cinci locuri pe grila de start pentru o a șaptea schimbare a cutiei de viteze.[6][9]

## Cursa
Cursa a avut loc pe 8 decembrie 2024, începând cu ora locală 17:00 UTC+4, 15:00 EET, și a durat 58 de tururi.
| Poz.                                                                    | Nr. | Pilot            | Constructor                  | Tururi | Timp/Abandon | Grilă | Puncte |
| ----------------------------------------------------------------------- | --- | ---------------- | ---------------------------- | ------ | ------------ | ----- | ------ |
| 1                                                                       | 4   | Lando Norris     | McLaren-Mercedes             | 58     | 1:26:33,291  | 1     | 25     |
| 2                                                                       | 55  | Carlos Sainz Jr. | Ferrari                      | 58     | +5,832       | 3     | 18     |
| 3                                                                       | 16  | Charles Leclerc  | Ferrari                      | 58     | +31,928      | 19    | 15     |
| 4                                                                       | 44  | Lewis Hamilton   | Mercedes                     | 58     | +36,483      | 16    | 12     |
| 5                                                                       | 63  | George Russell   | Mercedes                     | 58     | +37,538      | 6     | 10     |
| 6                                                                       | 1   | Max Verstappen   | Red Bull Racing-Honda RBPT   | 58     | +49,847      | 4     | 8      |
| 7                                                                       | 10  | Pierre Gasly     | Alpine-Renault               | 58     | +1:12,560    | 5     | 6      |
| 8                                                                       | 27  | Nico Hülkenberg  | Haas-Ferrari                 | 58     | +1:15,554    | 7     | 4      |
| 9                                                                       | 14  | Fernando Alonso  | Aston Martin Aramco-Mercedes | 58     | +1:22,373    | 8     | 2      |
| 10                                                                      | 81  | Oscar Piastri    | McLaren-Mercedes             | 58     | +1:23,821    | 2     | 1      |
| 11                                                                      | 23  | Alexander Albon  | Williams-Mercedes            | 57     | +1 tur       | 18    |        |
| 12                                                                      | 22  | Yuki Tsunoda     | RB-Honda RBPT                | 57     | +1 tur       | 11    |        |
| 13                                                                      | 24  | Zhou Guanyu      | Kick Sauber-Ferrari          | 57     | +1 tur       | 15    |        |
| 14                                                                      | 18  | Lance Stroll     | Aston Martin Aramco-Mercedes | 57     | +1 tur       | 13    |        |
| 15                                                                      | 61  | Jack Doohan      | Alpine-Renault               | 57     | +1 tur       | 17    |        |
| 16                                                                      | 20  | Kevin Magnussen  | Haas-Ferrari                 | 57     | +1 tur       | 14    |        |
| 17                                                                      | 30  | Liam Lawson      | RB-Honda RBPT                | 55     | Frâne        | 12    |        |
| Ab                                                                      | 77  | Valtteri Bottas  | Kick Sauber-Ferrari          | 30     | Avarii       | 9     |        |
| Ab                                                                      | 43  | Franco Colapinto | Williams-Mercedes            | 26     | Motor        | 20    |        |
| Ab                                                                      | 11  | Sergio Pérez     | Red Bull Racing-Honda RBPT   | 0      | Coliziune    | 10    |        |
| Cel mai rapid tur: Kevin Magnussen (Haas-Ferrari) – 1:25,637 (turul 57) |     |                  |                              |        |              |       |        |
| Sursa:                                                                  |     |                  |                              |        |              |       |        |

Note
- ^1 – Lance Stroll a terminat pe locul 12, dar a primit o penalizare de timp de cinci secunde pentru depășirea limitelor pistei.[10]
- ^2 – Liam Lawson a fost clasificat întrucât a parcurs mai mult de 90% din distanța cursei.[10]

## Clasamentele campionatelor după cursă
|        | Poz. | Pilot            | Pct. |
| ------ | ---- | ---------------- | ---- |
|        | 1    | Max Verstappen*  | 437  |
|        | 2    | Lando Norris     | 374  |
|        | 3    | Charles Leclerc  | 356  |
|        | 4    | Oscar Piastri    | 292  |
|        | 5    | Carlos Sainz Jr. | 290  |
| Sursa: |      |                  |      |

|        | Poz. | Constructor                  | Pct. |
| ------ | ---- | ---------------------------- | ---- |
|        | 1    | McLaren-Mercedes*            | 666  |
|        | 2    | Ferrari                      | 652  |
|        | 3    | Red Bull Racing-Honda RBPT   | 589  |
|        | 4    | Mercedes                     | 468  |
|        | 5    | Aston Martin Aramco-Mercedes | 94   |
| Sursa: |      |                              |      |

- Notă: Doar primele cinci locuri sunt prezentate în ambele clasamente.
- Concurenții îngroșați și marcați cu un asterisc sunt campionii mondiali din 2024.